# Biodiversity Heritage Library
De Biodiversity Heritage Library (BHL, de Bibliotheek van het erfgoed met betrekking tot biodiversiteit) is een samenwerkingsproject dat is gericht op het digitaliseren en beschikbaar stellen via open access van literatuur met betrekking tot biodiversiteit. De Biodiversity Heritage Library is aangesloten bij de Encyclopedia of Life.
Bij het project zijn Amerikaanse en Britse natuurhistorische musea, botanische tuinen en onderzoeksinstituten aangesloten die hun literatuur via het project ontsluiten. De volgende organisaties zijn verbonden aan het project:
- Academy of Natural Sciences (Philadelphia)
- American Museum of Natural History (New York)
- California Academy of Sciences (San Francisco)
- Field Museum of Natural History (Chicago)
- Harvard University Botany Libraries (Cambridge, Massachusetts)
- Harvard University, Ernst Mayr Library of the Museum of Comparative Zoology (Cambridge, Massachusetts)
- Marine Biological Laboratory / Woods Hole Oceanographic Institution (Woods Hole, Massachusetts)
- Missouri Botanical Garden (St. Louis, Missouri)
- Natural History Museum (Londen)
- New York Botanical Garden (New York)
- Royal Botanic Gardens, Kew (Richmond, Verenigd Koninkrijk)
- Smithsonian Institution Libraries (Washington D.C.)

Daarnaast draagt de University of Illinois at Urbana-Champaign bij door het digitaliseren van tijdschriften uit Illinois met betrekking tot biodiversiteit.